# Perizoma vacillans
Perizoma vacillans là một loài bướm đêm trong họ Geometridae.